# 워드 프로세서 목록
다음은 저명한 워드 프로세서 목록이다.

## 자유-오픈 소스 소프트웨어 목록
- 애비워드
- 아파치 오픈오피스 라이터
- Calligra Words
- 이더패드 – 실시간 워드 프로세서
- GNU TeXmacs
- Groff
- JWPce – 일본의 워드 프로세서. 주로 일본어로 읽고 쓰는 영어 화자를 위해 설계됨.
- KWord
- 리브레오피스 라이터
- LyX - TeX 문서 처리기
- 온리오피스 데스크톱 에디터
- 테드
- Trelby – 스크린플레이 워드 프로세서

## 사유 소프트웨어

### 상용
- 애플 페이지 - 아이워크 제품군의 일부 – 맥, iOS
- Applix Word – 리눅스
- 아틀란티스 워드 프로세서 – 윈도우
- 도큐먼츠 투 고 – 안드로이드, iOS, 윈도우 모바일, 심비안
- 파이널 드래프트 – 스크린플레이/텔레플레이 워드 프로세서
- 프레임메이커
- Gobe Productive 워드 프로세서
- 한/글 (HWP)
- IA 라이터 – 맥, iOS
- IBM SCRIPT – IBM VM/370
- IBM SCRIPT/VS – IBM z/VM 또는 Z/OS 시스템
- 이치타로 – 저스트시스템스가 개발한 일본의 워드 프로세서
- 어도비 인카피
- 인텔리토크
- 아이스튜디오 퍼블리셔 – 맥
- 킹소프트 라이터 – 윈도우, 리눅스
- 매리너 라이트 – 맥
- 매스매티카 – 기술과학 워드 처리
- Mellel – 맥
- 마이크로소프트 워드 – 윈도우, 맥
- 마이크로소프트 웍스 워드 프로세서
- 마이크로소프트 라이트 – 윈도우, 맥 (워드의 축소 버전)
- 나이서스 라이터 – 맥
- Nota Bene – 윈도우
- 폴라리스 오피스 – 안드로이드, 윈도우 모바일
- 폴리에디트
- 퀵오피스 – 안드로이드, iOS, 심비안
- 스크리브너
- 테크라이터 – RISC OS
- 텍스트메이커
- 씽크프리 오피스 라이트
- Ulysses – 맥, iPadOS, iOS
- 워드패드 – 윈도우 95 이전 버전에서의 명칭은 라이트(Write)였음. 윈도우 1.01ㅇ이후로 모든 버전의 윈도우에 포함되어 있음.
- 워드퍼펙트

### 프리웨어
- 아틀란티스 노바 – 윈도우
- Baraha – 무료 인도 언어 소프트웨어
- Bean
- Jarte
- 킹소프트 라이터 퍼스널 에디션
- Madhyam
- 텍스트메이커

### 온라인
- 애플 페이지
- Authorea – 학생, 연구원용 워드 프로세서
- 구글 문서
- 리브레오피스 온라인 라이터 / Collabora 온라인 라이터
- 마이크로소프트 워드 온라인 – 무료 온라인 서비스
- 온리오피스
- 씽크프리 오피스 라이트
- 라이트온라인
- XaitPorter – 기업용 워드 프로세서. 단일 사용자와 팀 협업 접근 가능.

## 역사적
- 1st Word / 1st Word Plus – 아타리 ST 계열 및 아콘
- A M Jacquard Systems - 자체 사유 소프트웨어 타입-라이트(Type-Rite) 구동[1]
- 어도비 버즈워드
- 어도비 페이지메이커
- 애플웍스 (과거 이름: ClarisWorks Word Processing) – 윈도우, 맥. 구 버전의 경우 애플 II용
- Amí
- 애플 라이터 워드 프로세서 – 애플 II, III 시리즈
- Apricot Computers 슈퍼라이터
- AstroType (나중에 AstroComp) –  워드 프로세서 시스템
- 아타리라이터 – 아타리 8비트 계열
- 뱅크 스트리트 라이터
- 브라보
- CEO – 데이터 제너럴의 AOS, AOS/VS 운영 체제
- ChiWriter
- CPT Word Processors
- 데스크메이트 – "Text" 컴퍼넌트
- 디스플레이라이트
- DPCX/DOSF
- 이지라이터 – 애플 II, 도스 (CP/M)
- 에디트 – 맥
- Edit.exe – 도스
- Edlin – 도스
- 일렉트릭 펜슬
- Enable – 도스
- EZ 워드
- 풀라이트 프로페셔널 – 맥
- geoWrite – GEOS의 구성 요소
- Gypsy
- Homepak – 코모도어 64, 아타리
- IBM 3730
- IBM 로터스 심포니
- Interleaf – 현재의 퀵실버(QuickSilver)
- KindWords – 아미가 컴퓨터
- 렉시콘
- 로코스크립트
- Lotus Manuscript
- 로터스 워드 프로 – 윈도우
- 맥라이트
- 매직 원드
- 마인드라이트 – 맥
- 멀티메이트
- 페이퍼클립 – 코모도어 64 컴퓨터
- PC-Write
- pfs:First Choice – pfs 제품군의 경량 버전. 도스
- pfs:Write (Professional Write/IBM Writing Assistant)
- PROFS – IBM VM 시리즈
- Protext
- Q&A 라이트 – 도스 / 윈도우
- QText – 도스 / 윈도우
- Scripsit
- 심플텍스트 – 애플 시스템 7-9
- 스피드스크립트 – 코모도어 64 컴퓨터
- 스프린트
- 스타오피스 라이터
- Taste
- Tasword
- 티치텍스트 – 맥
- Textra – 도스[2]
- TJ-2
- 타입-라이트(Type-Rite) – A M 자카드 머신용 사유 소프트웨어[1]
- VolksWriter
- WordMARC
- 워드스타
- WriteNow – 맥 / 넥스트
- XyWrite
- Zarnegar – 페르시아어/아랍어, 라틴 스크립트 지원

## 같이 보기
- 워드 프로세서 비교
- 오피스 제품군 목록
- 문서 편집기 목록